# インカ吊り橋
インカ吊り橋（インカつりばし）は、インカ帝国で建設された峡谷、渓谷、川にかかる単純な吊橋である。この橋はインカ帝国の道路システムの一部であり、インカ帝国の技術力を示す一例である。インカ帝国中に伝達を行うチャスキによって頻繁に利用された。

## 建設と維持管理
橋は大きな束に編まれたイチイ草で造られ、非常に丈夫である。ミタ制の一環として、地元の村人たちが毎年ケーブルを交換し、橋の強度を維持していた。橋の修理は危険な仕事であったため、修理を行う者はしばしば死に直面した。
1615年に、ケチュア語作家ワマン・ポマは手稿『新しい記録と良き統治』に、グアンボのロープ橋が使用される様子を描いている。彼は、新しい石造りの橋は危険な修理作業による死者を防ぎ、スペインによるペルーの植民地化のもたらした良い結果であったと述べている。

## 主な橋
クスコから北へ向かう幹線道路沿いのアプリマック渓谷にあった橋が最大のものであったと言われている。ある橋は、ソーントン・ワイルダーが1927年に発表し、翌年ピューリッツァー賞を受賞した小説『サン・ルイ・レイの橋』に着想を与えたとされている。
草で作られた現存する最後のインカのロープ橋は、ペルー、ケフエ郡カナス県フインチリ近郊のアプリマック川に架かる、ケスワ・チャカ（ケチュア語で「ロープ橋」の意味）である。地域住民は毎年6月に橋を再建し、伝統と技術を継承している。いくつかの家族が各自、ケーブルにするための草の縄を複数本用意し、他の者たちはデッキ用のマットを用意するなど、再建は共同で行われる。橋の再建は、自らの祖先とパチャママ（大地の母）を敬うための行為でもある。

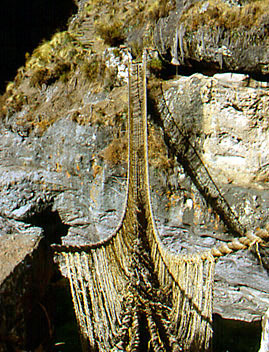
古い橋が垂れ下がっている (スライドショー)
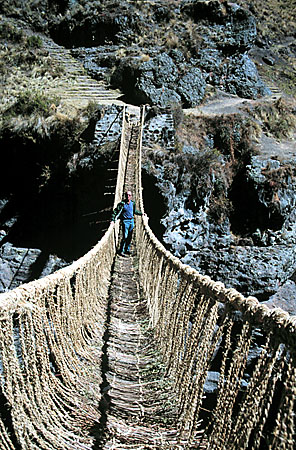
新しく再建された橋は垂みが改善されている
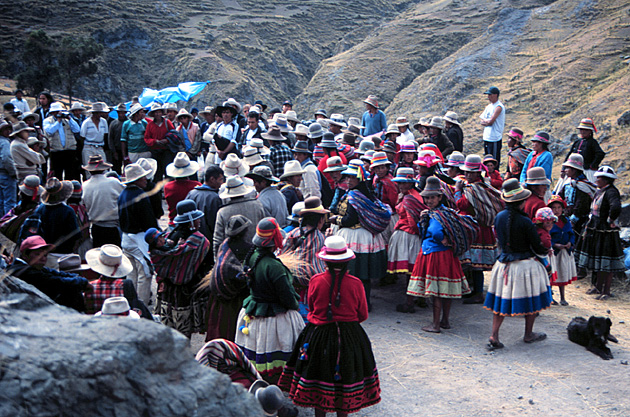
再建のために集まる住民たち
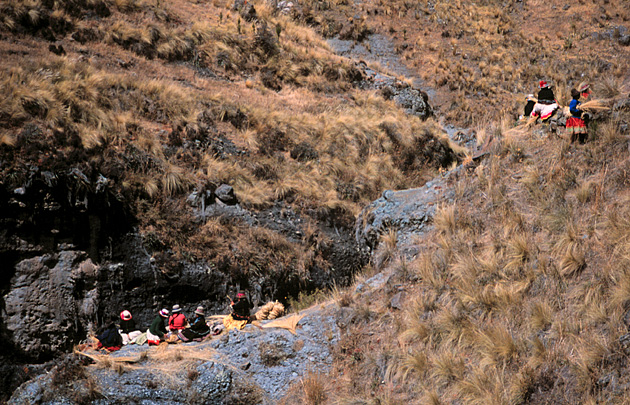
縄の準備を行う様子
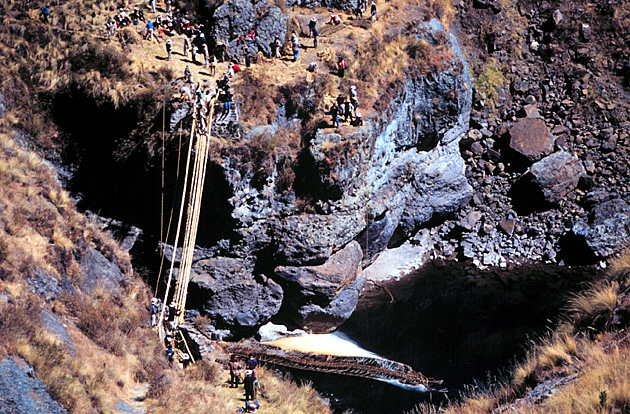
メインのケーブルと手すりとなるロープが建設される
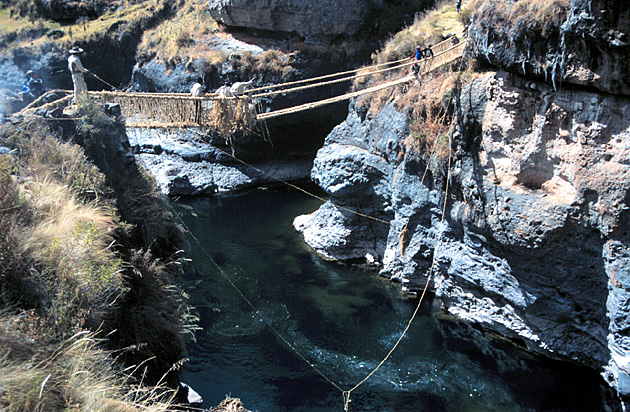
ケーブルとロープを結び合わせる
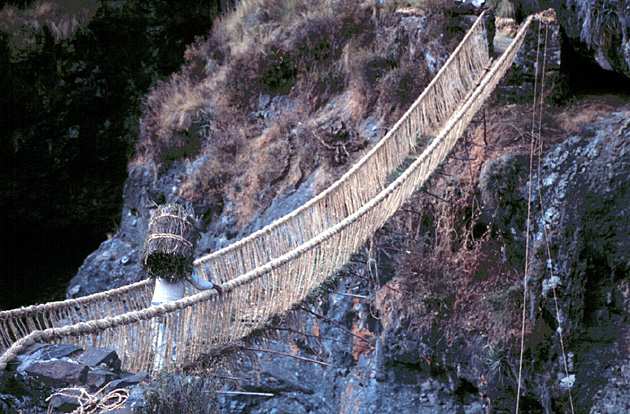
橋のデッキを形成する
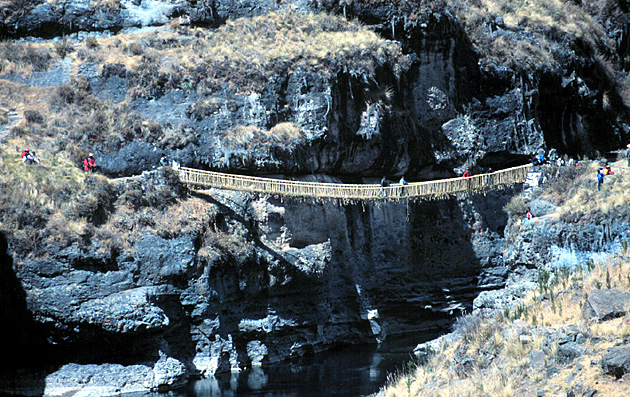
新しい橋が完成し、使われる様子
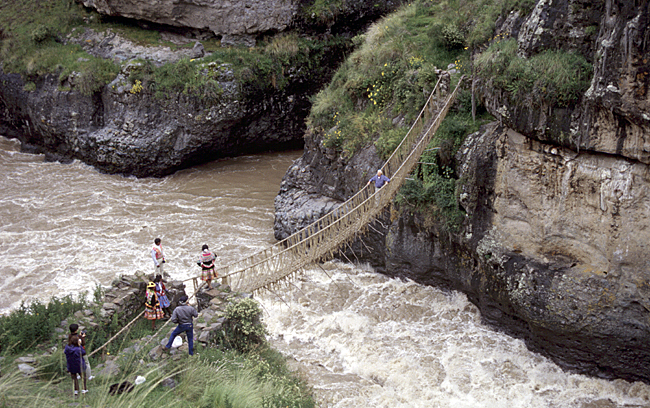
雨季に使用される橋の様子